# Viðarmúli
Viðarmúli är en kulle i republiken Island. Den ligger i regionen Västfjordarna, 140 km norr om huvudstaden Reykjavík. Toppen på Viðarmúli är 424 meter över havet, eller 53 meter över den omgivande terrängen. Bredden vid basen är 1,9 km.
Trakten runt Viðarmúli är nära nog obefolkad, med mindre än två invånare per kvadratkilometer. Det finns inga samhällen i närheten. Trakten runt Viðarmúli består i huvudsak av gräsmarker.